# Lescuns
Lescuns (em occitano:  Les Cunhs) é uma comuna francesa na região administrativa da Occitânia, no departamento do Alto Garona. Estende-se por uma área de 3.01 km², com 72 habitantes, segundo o censo de 2018, com uma densidade de 24 hab/km².